# Liste der ETOY-Nominierten 2013

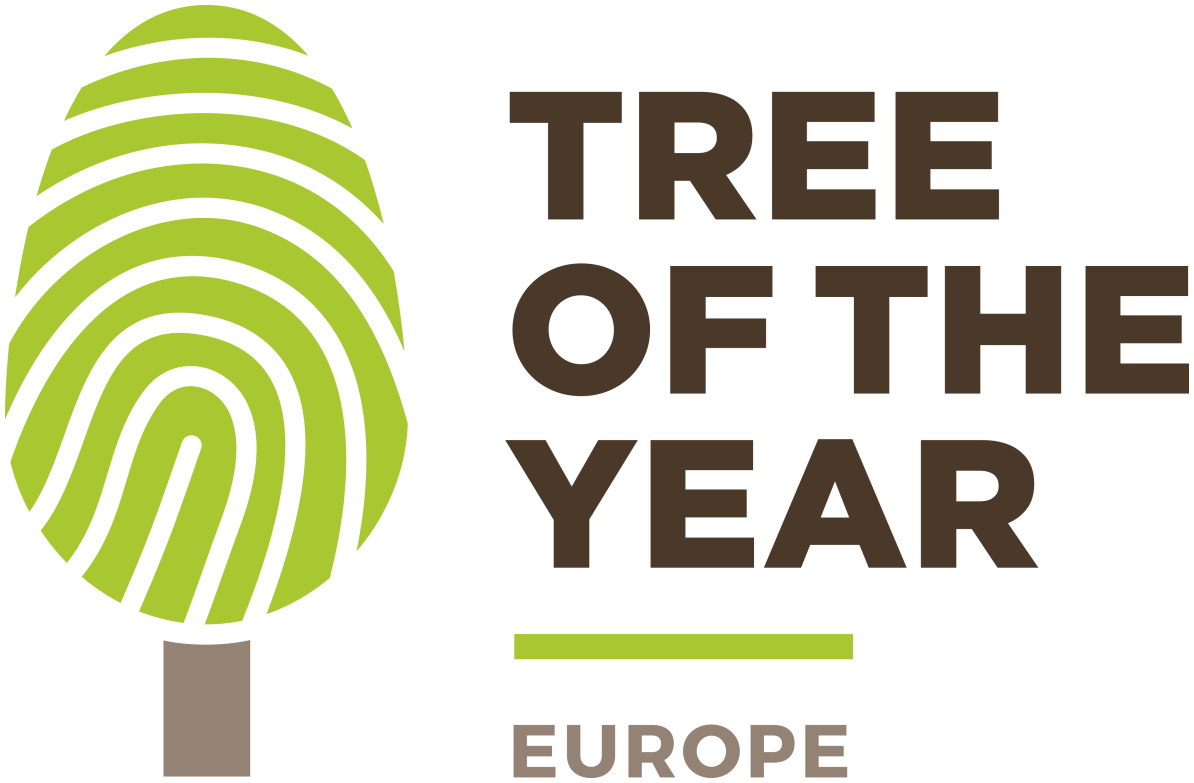
Wettbewerb "Europäischer Baum des Jahres"

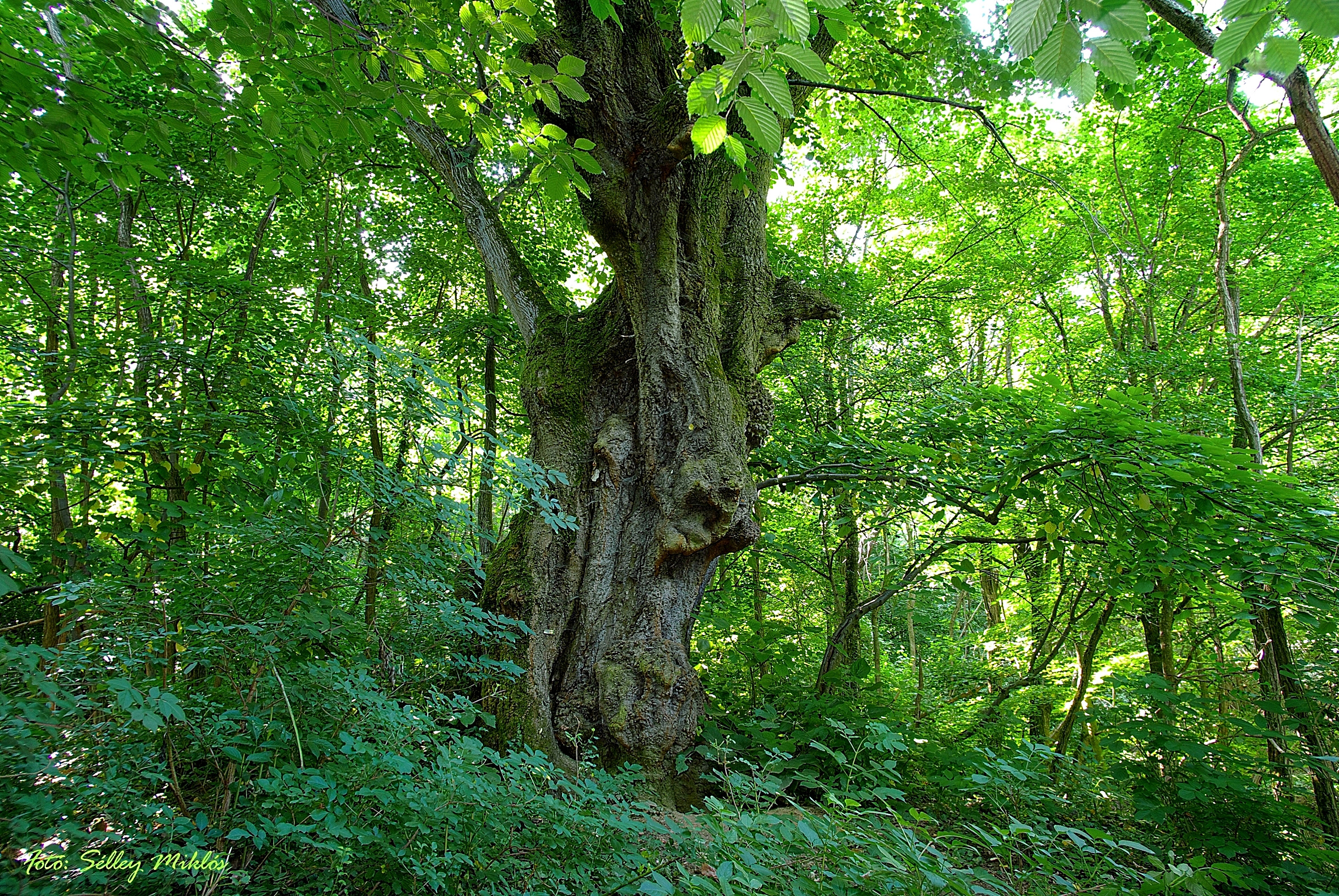
Europäischer Baum des Jahres
Gewinner 2012: Linde in Felsőmocsolád, Ungarn

Der dritte multinationale Wettbewerb Europäischer Baum des Jahres (engl.: European Tree of the Year = ETOY) fand 2013 statt, wobei erneut der „bemerkenswerteste Baum“ Europas aus den teilnehmenden Ländern ausgewählt wurde. Im Gegensatz zu anderen Baum-des-Jahres-Auswahlen wurde hier nicht eine bestimmte Baumart ausgewählt, sondern ein einzelnes markantes Baumexemplar. Durch den großen Erfolg der in beiden Vorjahren (siehe auch 2011 und 2012) durchgeführten Wettbewerbe und das Engagement der nationalen Veranstalter standen auch 2013 wieder 6 Kandidaten zur Wahl. 
Hauptaugenmerk bei der Auswahl wurde dabei nicht auf die Schönheit und das Alter des Baumes gelegt, sondern auf die Geschichte, welche der Baum erzählt. Der Wettbewerb wird seit 2011 jährlich von der Environmental Partnership Association (EPA) durchgeführt, einer Organisation, die von der European Landowners' Association und der Europäischen Kommission unterstützt wird.
Die Veranstalter der im Jahr zuvor (2012) stattgefundenen nationalen Wettbewerbe waren diesmal:
- Bulgarien – „Bulgarian Environmental Partnership Foundation“[3]
- Irland – „Just Forrest“[4]
- Polen: „Klub Gaja“[5] - polnischer nationaler Wettbewerb „Drzewo Roku“[6]
- Slowakei: „Nadacia ekopolis“[7]
- Tschechien: „Nadace Partnerství“[8]
- Ungarn: „Ökotárs“ Foundation[9]

## Die Nominierten und ihre Geschichten
Folgende Bäume waren 2013 als jeweilige nationale Wettbewerbsgewinner zum ETOY nominiert, dabei wurden für die 6 Kandidaten insgesamt 45.228 Stimmen abgegeben.
| 1. Platz: 14.205 Stimmen - Platane von Eger (engl.: Plane tree in Eger) - Orientalische Platane (Platanus orientalis) in Eger, Ungarn |                |
| Daten: Alter: > xxx Jahre, Größe: ca. xx m, Stammumfang: ca. x,x m Standort: ... - ⊙ Geschichte: ...                                  | weitere Bilder |

| 2. Platz: 13.989 Stimmen - Platane in Kozy (engl.: Plane tree in Kozy) - Ahornblättrige Platane (Platanus x acerifolia) in Kozy, Polen () |                |
| Daten: Alter: > xxx Jahre, Größe: ca. xx m, Stammumfang: ca. x,x m Standort: ... - ⊙ Geschichte: ...                                      | weitere Bilder |

| 3. Platz: 5.785 Stimmen - Königseiche von Tullamore (engl.: King Oak) - Stieleiche (Quercus robur) in Tullamore, Irland () |                |
| Daten: Alter: > xxx Jahre, Größe: ca. xx m, Stammumfang: ca. x,x m Standort: ... - ⊙ Geschichte: ...                       | weitere Bilder |

| 4. Platz: 4.636 Stimmen - Lindenallee bei Nové Dvory (engl.: Lime Tree in the Nové Dvory Alley) - Winterlinden-Allee (Tilia cordata) bei Nové Dvory, Tschechien |                |
| Daten: Alter: > xxx Jahre, Größe: ca. xx m, Stammumfang: ca. x,x m Standort: ... - ⊙ Geschichte: ...                                                            | weitere Bilder |

| 5. Platz: 3.876 Stimmen - Platane von Komjatice (engl.: Plane tree from Komjatice) - Ahornblättrige Platane (Platanus x acerifolia) in Komjatice, Slowakei () |                |
| Daten: Alter: > xxx Jahre, Größe: ca. xx m, Stammumfang: ca. x,x m Standort: ... - ⊙ Geschichte: ...                                                          | weitere Bilder |

| 6. Platz: 2.737 Stimmen - Walnuss- und Maulbeerbaum von Glushnik (engl.: The Mulberry and Walnut trees of Glushnik) - Echte Walnuss (Juglans regia) und Weiße Maulbeere (Morus alba) im Dorf Glushnik nahe Sliwen, Bulgarien |                |
| Daten: Alter: > xxx Jahre, Größe: ca. xx m, Stammumfang: ca. x,x m Standort: ... - ⊙ Geschichte: ... | weitere Bilder |